# Зырнево
Зырнево (болг. Зърнево) — село в Болгарии. Находится в Добричской области, входит в общину Тервел. Население составляет 1 276 человек.

## Политическая ситуация
В местном кметстве Зырнево, в состав которого входит Зырнево, должность кмета (старосты) исполняет Гюлай Неджиб Бекир (Движение за права и свободы (ДПС)) по результатам выборов.
Кмет (мэр) общины Тервел —  Живко Жеков Георгиев (Болгарская социалистическая партия (БСП)) по результатам выборов.